# Roy D. Magnuson
Roy David Magnuson (1983) is een Amerikaans componist en muziekpedagoog.

## Levensloop
Magnuson studeerde muziektheorie en compositie bij David Feurzeig aan de Illinois State University in Normal en behaalde zijn Bachelor of Music in 2005. Vervolgens studeerde hij bij Dana Wilson en Sally Lamb aan het Ithaca College School of Music in Ithaca, waar hij zijn Master of Music behaalde. Hij voltooide zijn studies aan de Universiteit van Illinois te Urbana-Champaign en promoveerde tot Ph.D. Hij volgde nog privé-studies bij Don Davis, David Maslanka, George Tsontakis, Jennifer Higdon, Steven Stucky, Karel Husa en Joan Tower. 
Als docent voor muziektheorie is hij verbonden aan de Illinois State University.
Magnuson schreef muziek voor orkest, harmonieorkest, kamermuziek en vocale muziek. Voor zijn muziek veroverde hij de "Mary Jo Brown Award" en de "Charles Bolen Award" van de Illinois State University alsook de "Smadbeck Award" van het Ithaca College School of Music. In 2004 werd hij uitgenodigd voor het "National Band Association Young Composer Mentor Project" om onder leiding en in samenwerking met Mark Camphouse een nieuw werk voor harmonieorkest te schrijven en te creëren. Hij is lid van de American Society of Composers, Authors and Publishers (ASCAP), van de Music Educators National Conference (MENC) en van de National Band Association.

## Composities

### Werken voor orkest
- Awake, Aware, voor kamerorkest

### Werken voor harmonieorkest
- 2004 Harvest Moon: A Celebration, voor harmonieorkest - première: juni 2004 door de Air Force Band of Mid-America
- 2004 In the Twilight of a Sunless World
- 2005 Eine Kleine Kan Kan
- 2006 A Road, A Path
- 2008 Seeking, Seeking[1]
- 2008-2009 The Golden Gray
- 2011 ...to have seen the worst. ...and to expect the best[2]
- 2011 That Dear Land of Rest[3]
- 2012 Bloom
- And We’ll All Go Together
- Book of the Dead: Concerto, voor sopraansaxofoon en harmonieorkest[4]
  1. All the evil upon me has been removed
  2. Guarding against the loss of heart
  3. Defending against being devoured by servants of Osiris
  4. The weighing of the heart
- Chaos and the Dark
- Jack-in-the-Box
- Thaw
- The Glass House Filled with Fog
- Transcend the Night

### Vocale muziek

#### Werken voor koor
- Of Consequence, voor gemengd koor
- Smoke, voor gemengd koor

#### Liederen
- The Veil is Growing Thin: Songs of Samhain, voor sopraan, cello en marimba

### Kamermuziek
- And Grace Will Lead Us Home, voor blaaskwintet
- Learning to Breathe, voor klarinet en piano
- Lingering: What it Means, voor hoorn, klarinet en piano (ook in een versie voor altviool, trombone en piano)
- Solstice I, voor altviool en piano
- String Quartet for The Encyclopedia Show on Alzheimer’s Disease

### Werken voor piano
- Solstice II-IV